# Pseudaletia pallidicosta
Mythimna pallidicosta là một loài bướm đêm trong họ Noctuidae.